# Selliguea quasidivaricata
Selliguea quasidivaricata är en stensöteväxtart som först beskrevs av Bunzo Hayata, och fick sitt nu gällande namn av Hiroyoshi Ohashi och K.Ohashi. Selliguea quasidivaricata ingår i släktet Selliguea och familjen Polypodiaceae. Inga underarter finns listade.